# Steele Lake
Steele Lake är en sjö i Kanada.   Den ligger i provinsen Alberta, i den centrala delen av landet, 2 900 km väster om huvudstaden Ottawa. Steele Lake ligger 651 meter över havet. Arean är 6,7 kvadratkilometer. Den sträcker sig 3,1 kilometer i nord-sydlig riktning, och 5,1 kilometer i öst-västlig riktning.
Omgivningarna runt Steele Lake är en mosaik av jordbruksmark och naturlig växtlighet. Runt Steele Lake är det mycket glesbefolkat, med 2 invånare per kvadratkilometer.